# Singa simoniana
Singa simoniana là một loài nhện trong họ Araneidae.
Loài này thuộc chi Singa. Singa simoniana được miêu tả năm 1885 bởi Costa.